# جيش العزة
جيش العزة، سابقاً تجمع العزة، جماعة سورية ثائرة تابعة للجيش السوري الحر كانت تنشط في شمال غرب سوريا، وخاصة في سهل الغاب شمال حماة والمناطق المحيطة به. دعمت تركيا وقطر والمملكة العربية السعودية الجيش عسكريا إذ زودته بصواريخ مضادة للدروع أبرزها طرازي 9كا111 فاغوت وبي جي إم-71 تاو. قدرت أعداد مقاتلي الجيش بين 2,000 و5,000 عنصر في عام 2019.
كان الفصيل من الرافضين للتدخل الروسي في الحرب الأهلية السورية وللمبادرات السياسية التي رعتها روسيا مثل مساري أستانا وسوتشي. وسعى الجيش لاحقًا للانضمام إلى الجبهة الوطنية للتحرير التي تدعمها تركيا وتضم تحت جناحها جماعات بارزة في إدلب مثل أحرار الشام وفيلق الشام، إلا أن محاولات الاندماج لم تكتمل لأسباب تنظيمية لم تفصح عنها قيادة الفصيل.
شارك جيش العزة في هجمات المعارضة السورية ضد القوات الحكومية في عام 2024. أعلنت معظم فصائل المعارضة المسلحة، ومنها جيش العزة، في 29 يناير 2025 في مؤتمر نصر الثورة السورية، حل نفسها والانضمام إلى وزارة الدفاع.

## تاريخ
تأسس جيش العزة على يد الرائد جميل الصالح الذي انشق عن الجيش السوري وانضم للجيش السوري الحر في أوائل 2012. قام جميل الصالح في البداية بتأسيس لواء شهداء اللطامنة وكان مقره في مدينة اللطامنة في ريف حماة الشمالي. وبعد اندماج عدة فصائل أخرى معه تم تغيير اسمه إلى تجمع العزة في عام 2013 وثم إلى جيش العزة في 2015.

## القوة ومناطق العمليات
يعتبر جيش العزة من الفصائل ذات التنظيم الجيد مقارنة مع الفصائل الأخرى وذلك يرجع إلى احتواءه على عدد كبير من الضباط المنشقين عن الجيش السوري، فضلا عن المعدات ومعسكرات التدريب المنظمة.
جيش العزة لديه أكثر من 800 مقاتل، وينشط في حماة وإدلب كما يُشارك في بعض العمليات في اللاذقية وحلب. في نوفمبر 2016 إندمج لواء العاصفات المتمركز في شمال حمص مع جيش العزة، ليكون هذا أول ظهور لجيش العزة في حمص.
شارك جيش العزة منذ تشكيله في معارك ضد النظام السوري وحلفائه (إيران وحزب الله وغيره)، بالإضافة إلى معارك ضد تنظيم الدولة الإسلامية (داعش) في شمال حماة وجنوب إدلب، وكذلك في معارك ضد وحدات حماية الشعب الكردية في مطلع 2016 في شمال حلب.
في 30 سبتمبر 2015، اليوم الأول من التدخل العسكري الروسي في الحرب الأهلية السورية، ضربت قنبلتين روسيتين بـ8–10 ذخائر صغيرة مقر الجماعة ومستودع الأسلحة في كهف في قرية اللطامنة شمال حماة.

## روابط خارجية
- الموقع الرسمي
- حساب تويتر
- قناة يوتيوب
- الرائد جميل الصالح على تويتر